# 望高镇
望高镇，是中华人民共和国广西壮族自治区贺州市平桂区下辖的一个乡镇级行政单位。

## 行政区划
望高镇下辖以下地区：
望高社区、川岩村、宝山村、鱼塘村、新元村、百富村、清池村、罗溪村、立头村、同乐村、新联村、新农村和望高村。